# Belgorodska oblast
Belgorodska oblast (rusko Белгоро́дская о́бласть) je oblast v Rusiji v Osrednjem  federalnem okrožju. Na severu meji na Kursko oblastjo, na vzhodu in jugovzhodu na Voroneško oblastjo, na jugu in zahodu na Ukrajino. Ustanovljena je bila 6. januarja 1954.